# Wyżni Kopieńcowy Przechód
Wyżni Kopieńcowy Przechód – położona na wysokości ok. 1320 m nieznaczna przełączka w północnej grani Trzydniowiańskiego Wierchu w Tatrach Zachodnich, oddzielająca grzbiet Kulawca od Małego Kopieńca (1329 m). Znajduje się tuż po południowej stronie wierzchołka Małego Kopieńca. Wschodnie stoki spod przełęczy opadają do dolnej części Doliny Starorobociańskiej, zachodnie do żlebu Krowiniec (często nazywanego Krowim Żlebem), wciętego w północne stoki Trzydniowiańskiego Wierchu. Przełęcz jest całkowicie porośnięta lasem i nie prowadzi przez nią żaden szlak turystyczny. U jej wschodnich podnóży, w Dolinie Starorobociańskiej znajduje się polana Dudówka.